# Kadsura longipedunculata
Kadsura longipedunculata är en tvåhjärtbladig växtart som beskrevs av Achille Eugène Finet och Gagnep. Kadsura longipedunculata ingår i släktet Kadsura och familjen Schisandraceae. Inga underarter finns listade.